# Нзето
Нзето (порт. N'Zeto) — город и муниципалитет в Анголе, административный центр провинции Заире.

## История
23 июня 1934 года португальская колониальная администрация предоставила деревне Нзето право муниципалитета. В это же время населенный пункт был переименован в город Амбризете и сохранял это название до 1975 года, когда он был обратно переименован в Нзето. 
5 октября 1975 года в районе Нзето флот ЮАР произвёл эвакуацию южноафриканских, заирских, бразильских войск и отрядов УНИТА потерпевших поражение от кубинских войск и отрядов МПЛА/ФАПЛА в ходе операции «Саванна».  

## Описание
В состав муниципалитета Нзето входят коммуны Муссера, Куибала, Норти и Куинледжи. Муниципалитет занимает площадь 10 120 км². Население составляет около 59 000 человек (оценка на 2014 год).
Экономика муниципалитета Нзето основана на рыболовстве, добыче морской соли и промышленности по переработке рыбы и моллюсков. Кроме того, развито сельское хозяйство, основными культурами которого являются зерновые и овощи. 